# Fernanda Ribeiro
Fernanda Ribeiro (Penafiel, 23 juni 1969) is een Portugese langeafstandsloopster, die zowel olympisch kampioene werd als wereld- en Europees kampioene. Zij nam vijfmaal deel aan de Olympische Spelen en veroverde naast haar gouden medaille bij een van de andere gelegenheden brons.

## Biografie

### Eerste internationale successen bij de junioren
Ribeiro vestigde reeds als junior de aandacht op zich. Ze was nauwelijks zeventien, toen ze op de allereerste wereldkampioenschappen voor junioren in Athene op de 3000 m net buiten het erepodium bleef door als vierde te eindigen in 9.09,39. Een jaar later was dat podium wel voor haar weggelegd bij de Europese kampioenschappen voor junioren in Birmingham, want daar veroverde zij haar eerste internationale titel door de 3000 m te winnen in 8.56,33. Dat dit geen toevalstreffer was bewees zij het jaar daarop, want op de WJK in Sudbury moest zij, wederom op de 3000 m, slechts in de Keniaanse Ann Mwangi haar meerdere erkennen.
Dat ze nog een lange weg zou hebben te gaan bij de overstap naar de senioren bleek vervolgens op de Olympische Spelen in Seoel, waar zij op de 3000 m niet door de kwalificatieronde heen kwam.
In de jaren die volgden lagen de successen niet voor het oprapen. Een derde plaats op de Ibero-Amerikaanse kampioenschappen in 1990 was het hoogst haalbare. Op de Olympische Spelen van 1992 in Barcelona lukte het weer niet om op de 3000 m naar de finale door te stoten; haar tijd van 9.07,62 was zelfs slechter dan vier jaar eerder in Seoel.

### Kampioene op EK, WK en overig eremetaal
Hoog tijd dus om het roer om te gooien en dat is precies wat Fernanda Robeiro deed. Ze ging zich richten op de langere afstanden en die stap bleek de juiste. Finishte zij op de wereldkampioenschappen van 1993 in Stuttgart nog op een bescheiden tiende plaats op de 10.000 m, een jaar later was er van enige terughoudendheid geen sprake meer en liep zij Op de Europese kampioenschappen van 1994 in Helsinki op de 10.000 m gedecideerd naar het goud. Een jaar later veroverde zij op de WK in Göteborg op de 5000 m zilver en op de 10.000 m goud. Op de WK van 1997 in Athene behaalde ze brons op de 5000 m en zilver op de 10.000 m.

### Olympisch kampioene
Op de Olympische Spelen van 1996 in Atlanta realiseerde Fernanda Ribeiro het grootste succes van haar carrière: ze won goud op de 10.000 m voor Wang Junxia (zilver) en Gete Wami (brons). Haar winnende tijd van 31.01,63 betekende bovendien een olympisch record.
Op de wereldindoorkampioenschappen van 1997 in Parijs werd ze derde op de 3000 m en op de EK van 1998 in Boedapest tweede op de 10.000 m achter de Ierse Sonia O'Sullivan.
Op de Olympische Spelen van Sydney veroverde Ribeiro brons op de 10.000 m achter de Ethiopische atletes Derartu Tulu en Gete Wami. Haar tijd van 30.22,88 betekende een nationaal record dat dertien jaar later (peildatum okt. 2013) nog steeds niet is verbroken.

### Overstap naar de marathon
Hierna begon Fernanda Robeiro zich toe te leggen op de marathon. In 2002 liep ze de marathon van Tokio en finishte in 2:37.04. In 2006 deed ze mee aan de marathon van Hamburg en werd zesde in een tijd van 2:29.48.
Ribeiro bleef ook na haar 40-ste hardlopen. Zo werd zij in 2010 derde op de halve marathon van Lissabon en hielp zij het Portugese team met het winnen van de titel op de 10.000 m tijdens de Europa Cup-wedstrijd in juni 2010 door als zevende te finishen. Enkele maanden later nam ze zelfs deel aan de marathon tijdens de EK in Barcelona, maar daar kon ze het hoge tempo niet volgen en moest zij halverwege opgeven.

## Titels
- Olympisch kampioene 10.000 m - 1996
- Wereldkampioene 10.000 m - 1995
- Europees kampioene 10.000 m - 1994
- Europees indoorkampioene 3000 m - 1994, 1996
- Ibero-Amerikaans kampioene 5000 m - 2000, 2004
- Portugees kampioene 1500 m - 1989, 1990, 1995, 1998, 1999
- Portugees kampioene 3000 m - 1985, 1993
- Portugees kampioene 5000 m - 2000, 2002, 2003, 2004
- Portugees kampioene 10.000 m - 1992, 1996, 2008
- Portugees kampioene 15 km - 1998, 1999
- Portugees kampioene marathon - 2009
- Portugees kampioene veldlopen (lange afstand) - 1996, 1997, 1998, 1999, 2003
- Portugees kampioene veldlopen (korte afstand) - 2003
- Europees juniorenkampioene 3000 m - 1987

## Persoonlijke records
Baan
| Onderdeel   | Prestatie     | Datum             | Plaats   |
| ----------- | ------------- | ----------------- | -------- |
| 800 m       | 2.05,83       | 29 juni 1994      | Maia     |
| 1000 m      | 2.44,8        | 1992              |          |
| 1500 m      | 4.05,97       | 12 juli 1997      | Funchal  |
| 1 Eng. mijl | 4.32,66       | 22 mei 1999       | Lissabon |
| 2000 m      | 5.37,88       | 21 juni 1996      | Lissabon |
| 3000 m      | 8.30,66       | 4 augustus 1999   | Monaco   |
| 5000 m      | 14.36,45 (NR) | 22 juli 1995      | Hechtel  |
| 10.000 m    | 30.22,88 (NR) | 30 september 2000 | Sydney   |

Weg
| Onderdeel      | Prestatie | Datum          | Plaats   |
| -------------- | --------- | -------------- | -------- |
| 8 km           | 25.37     | 14 april 2001  | Balmoral |
| 5 Eng. mijl    | 25.45     | 14 april 2001  | Balmoral |
| 10 km          | 31.56     | 9 april 2006   | Dublin   |
| 20 km          | 1:08.58   | 23 april 2006  | Hamburg  |
| halve marathon | 1:09.19   | 5 oktober 1998 | Ovar     |
| 30 km          | 1:43.21   | 23 april 2006  | Hamburg  |
| marathon       | 2:29.48   | 23 april 2006  | Hamburg  |

Indoor
| Onderdeel | Prestatie     | Datum            | Plaats    |
| --------- | ------------- | ---------------- | --------- |
| 800 m     | 2.05,71       | 1 februari 1998  | Espinho   |
| 1500 m    | 4.12,67       | 31 januari 1998  | Espinho   |
| 2000 m    | 5.37,34       | 28 februari 1996 | Valencia  |
| 3000 m    | 8.39,49       | 9 maart 1996     | Stockholm |
| 5000 m    | 15.06,52 (NR) | 7 februari 1996  | Moskou    |

## Palmares

### 3000 m
Kampioenschap
- 1986: 4e WJK te Athene - 9.09,39
- 1987:  EJK te Birmingham - 8.56,33
- 1988:  WJK te Sudbury - 9.15,33
- 1988: 13e OS - 9.05,92
- 1990:  Ibero-Amerikaanse kamp. - 9.19.44
- 1992: 23e OS - 9.07,62
- 1997:  WK indoor - 8.49,79

Golden League-podiumplek
- 1999:  Herculis – 8.30,66

### 5000 m
- 1995:  WK - 14.48,54
- 1997:  WK - 14.58,85
- 2000:  Ibero-Amerikaanse kamp. - 15.29,47
- 2004:  Ibero-Amerikaanse kamp. - 15.27,53
- 2005:  Europacup B - 15.38,34
- 2006:  Europacup B - 15.39,09

### 10.000 m
- 1993: 10e WK - 31.40,51
- 1994:  EK - 31.08,75
- 1995:  WK - 31.04,99
- 1996:  OS - 31.01,63 (OR)
- 1997:  WK - 31.39,15
- 1998:  EK - 31.21,42
- 2000:  OS - 30.22,88 (NR)
- 2005:  Europacup - 32.03,22
- 2009: 6e Europacup - 32.20,08
- 2010: 7e Europacup - 32.25,61

### halve marathon
- 2006:  Portugeestalige Spelen te Macau - 1:24.27
- 2009: 4e halve marathon van Lille - 1:11.18
- 2010:  halve marathon van Lissabon - 1:12.17

### marathon
- 2002: 10e marathon van Tokio - 2:37.04
- 2006: 6e marathon van Hamburg - 2:29.48.
- 2009: 4e marathon van Porto - 2:31.11
- 2010: DNF EK

### veldlopen
- 1991: 74e WK - 22.05
- 1994: 6e EK - 14.47
- 1998: 4e EK - 18.19 ( in het landenklassement)
- 2000: 10e WK - 13.17

## Onderscheidingen
- COP Olympische medaille Nobre Guedes - 1994

1988: Olga Bondarenko ·
1992: Derartu Tulu ·
1996: Fernanda Ribeiro ·
2000: Derartu Tulu ·
2004: Xing Huina ·
2008: Tirunesh Dibaba ·
2012: Tirunesh Dibaba ·
2016: Almaz Ayana ·
2020: Sifan Hassan ·
2024: Beatrice Chebet
1987 Ingrid Kristiansen ·
1991 Liz McColgan ·
1993 Wang Junxia ·
1995 Fernanda Ribeiro ·
1997 Sally Barsosio ·
1999 Gete Wami ·
2001 Derartu Tulu ·
2003 Berhane Adere ·
2005 Tirunesh Dibaba ·
2007 Tirunesh Dibaba ·
2009 Linet Masai ·
2011 Vivian Cheruiyot ·
2013 Tirunesh Dibaba ·
2015 Vivian Cheruiyot ·
2017: Almaz Ayana ·
2019 Sifan Hassan ·
2022 Letesenbet Gidey ·
2023 Gudaf Tsegay